# Смітвілл (Міссісіпі)
Смітвілл (англ. Smithville) — місто (англ. town) в США, в окрузі Монро штату Міссісіпі. Населення — 509 осіб (2020).

## Географія
Смітвілл розташований за координатами 34°4′5″ пн. ш. 88°23′53″ зх. д. / 34.06806° пн. ш. 88.39806° зх. д. (34.067963, -88.398154).  За даними Бюро перепису населення США в 2010 році місто мало площу 4,17 км², з яких 3,84 км² — суходіл та 0,32 км² — водойми.

## Демографія
Згідно з переписом 2010 року, у місті мешкали 942 особи в 382 домогосподарствах у складі 248 родин. Густота населення становила 226 осіб/км².  Було 428 помешкань (103/км²).
Расовий склад населення:
| - 96,0 % — білих - 1,7 % — чорних або афроамериканців - 0,4 % — корінних американців - 0,1 % — азіатів |

До двох чи більше рас належало 1,3 %. Частка іспаномовних становила 1,6 % від усіх жителів.
За віковим діапазоном населення розподілялося таким чином: 23,5 % — особи молодші 18 років, 59,9 % — особи у віці 18—64 років, 16,6 % — особи у віці 65 років та старші. Медіана віку мешканця становила 38,7 року. На 100 осіб жіночої статі у місті припадало 89,5 чоловіків;  на 100 жінок у віці від 18 років та старших — 81,2 чоловіків також старших 18 років.
Середній дохід на одне домашнє господарство  становив 38 645 доларів США (медіана — 37 583), а середній дохід на одну сім'ю — 47 176 доларів (медіана — 44 500). За межею бідності перебувало 15,8 % осіб, у тому числі 18,4 % дітей у віці до 18 років та 15,0 % осіб у віці 65 років та старших.
Цивільне працевлаштоване населення становило 297 осіб. Основні галузі зайнятості: мистецтво, розваги та відпочинок — 23,6 %, роздрібна торгівля — 20,5 %, освіта, охорона здоров'я та соціальна допомога — 15,8 %, транспорт — 13,8 %.